# Harry Koster (honkballer)
Harry Koster (17 juli 1965) is een voormalig Nederlands honkballer.
Koster speelde tussen 1982 en 1997 in het eerste herenhonkbalteam van Neptunus als werper. Hij gooide rechtshandig. In totaal speelde hij 200 wedstrijden voor de vereniging waarvan hij er 196 op de heuvel stond als werper. Hij sloot zijn loopbaan met een gemiddelde van 94-31 en had 1070 strike outs. Door zijn capaciteiten om slagmannen uit te krijgen had hij de bijnaam Dr. K.. In 1982 won hij de Roel de Mon Award als beste werper in de Nederlandse hoofdklasse. In dat jaar behaalde hij 196 strike outs. Harry Koster kwam tussen 1987 en 1991 ook uit voor het Nederlands honkbalteam. Vanwege zijn verdiensten voor zijn vereniging werd hij in 1998 geëerd toen zijn shirtnummer 14 uit de roulatie werd genomen bij Neptunus als zogenaamd Retired number.